# Верблюжка (річка)
Верблюжка — річка у Новгородківському та Петрівському районах Кіровоградської області, права притока Інгульця (басейн Дніпра).

## Опис
Довжина річки 27  км.,  похил річки — 1,4 м/км. Формується з багатьох безіменних струмків та водойм. Площа басейну 409 км². Ліва притока — Суха Верблюжка.

## Розташування
Верблюжка бере  початок на околиці села Верблюжка. Тече переважно на північний схід через села Спасове та Малинівку. У межах села Чечеліївки впадає у річку Іегулець, праву притоку Дніпра.